# Trimetazidina
A trimetazidina é uma droga utilizada primariamente para angina de peito. Muitos médicos utilizam-na também, para melhorar a sensação de zumbido no ouvido. Está no grupo dos medicamentos normalmente designados por vasodilatadores.